# Baron Darcy of Chiche
Baron Darcy of Chiche war ein erblicher britischer Adelstitel, der zweimal in der Peerage of England verliehen wurde.

## Verleihungen
Der Titel wurde erstmals am 5. April 1551 per Letters Patent für Sir Thomas Darcy, Gutsherr von Chiche, heute St Osyth, in Essex, geschaffen.
Dessen Enkel, der 3. Baron, hatte drei Töchter, aber sein einziger Sohn Thomas Darcy war vor 1613 kinderlos gestorben. Aus diesem Grund wurde ihm der Titel am 8. Oktober 1613 erneut verliehen, diesmal mit der besonderen Erbregelung, dass der Titel in Ermangelung männlicher Nachkommen auch an seinen Schwiegersohn Sir Thomas Savage, 2. Baronet (1586–1635), den Gatten seiner ältesten Tochter Elizabeth, sowie dessen männliche Nachkommen vererbbar sei. Mit der gleichen Erbregelung wurde er am 5. Juli 1621 zudem zum Viscount Colchester und am 4. November 1626 zum Earl Rivers erhoben. Als er am 21. Februar 1640 starb, erlosch die Baronie von 1551. Sein Schwiegersohn, der 1626 auch zum Viscount Savage erhoben worden war, war inzwischen bereits gestorben, sodass die Baronie von 1613, die Viscountcy Colchester und das Earldom Rivers an dessen Sohn, John Savage, 2. Viscount Savage, fielen. Alle seine Titel erloschen schließlich beim Tod von dessen Enkel, dem 5. Earl Rivers, am 9. Mai 1737.

## Liste der Barone Darcy of Chiche

### Barone Darcy of Chiche, erste Verleihung (1551)
- Thomas Darcy, 1. Baron Darcy of Chiche (1506–1558)
- John Darcy, 2. Baron Darcy of Chiche († 1581)
- Thomas Darcy, 1. Earl Rivers, 3. Baron Darcy of Chiche (1565–1640)

### Barone Darcy of Chiche, zweite Verleihung (1613)
- Thomas Darcy, 1. Earl Rivers († 1640), 1. Baron Darcy of Chiche
- John Savage, 2. Earl Rivers (um 1603–1654), 2. Baron Darcy of Chiche
- Thomas Savage, 3. Earl Rivers (um 1628–1694), 3. Baron Darcy of Chiche
- Richard Savage, 4. Earl Rivers (um 1654–1712), 4. Baron Darcy of Chiche
- John Savage, 5. Earl Rivers (1665–1737), 5. Baron Darcy of Chiche